# Абалакин, Степан Дмитриевич
Степан Дмитриевич Абалакин (1903—1973) — советский военный деятель, разведчик, участник Великой Отечественной войны.

## Биография
Родился в 1903 году в Рязанской области с. Кулики. В РККА с 1921 года, куда пошёл добровольцем.. Член компартии с 1925. Окончил Томскую пехотную школу (1924), артиллерийские Курсы усовершенствования комсостава Ленинградского ВО (1928), Военно-воздушную академию РККА им. проф. Н. Е. Жуковского (1936). В Военно воздушных силах с 1932 года. В 1936 году поступил, а в 1938 году окончил Академию Генерального штаба РККА.
В период с 1939 по 1940 принимал участие в Советско-финской войне С сентября 1939 г. — начальник разведотдела штаба ВВС Ленинградского ВО, а с сентября 1940 г. — начальник разведотдела штаба ВВС Одесского ВО.
С началом Великой Отечественной войны (1941—1945) — начальник оперативного отдела штаба 4-го авиационного корпуса, помощник начальника оперативного отдела ВВС 51-й армии, штаба ВВС Крымского фронта. С апреля по декабрь 1942 г. преподавал в Ленинградской военно-инженерной академии. Начальник Разведывательного отдела штаба 17-й ВА Юго-Западного фронта (1942—1943), 5-й ВА Степного и 2-го Украинского фронтов (1943—1945), полковник (28.05.1943). В конце марта 1945 года руководил разведывательной операцией штаба 5-й воздушной армии, позволившей с воздуха разведать местоположение в Австрийских Альпах немецких авиазаводов и стартовых площадок ракет ФАУ. К разведке с воздуха им непосредственно привлекались экипажи 511-го отдельного разведывательного авиационного полка 5-й воздушной армии.
После войны продолжал службу в той же должности, затем служил на должностях начальника разведотдела штаба 7-й ВА (1947—1948), заместителя начальника разведывательного управления Главного штаба ВВС (1948—1950). Закончил службу начальником разведки штаба 69-й ВА Киевского военного округа(1950—1953).
Умер Абалакин С. Д. в 1973 году, похоронен в г. Киеве.

## Награды
Награждён орденом Ленина, тремя орденами Красного Знамени, орденом Суворова III ст., двумя орденами Отечественной войны I ст., орденом Отечественной войны II ст., Красной Звезды, медалями.